# アンパンマンのマーチ
「アンパンマンのマーチ」は、テレビアニメ『それいけ!アンパンマン』のオープニング主題歌である。作詞は『アンパンマン』の原作者でもあるやなせたかし、作曲は三木たかしによる。ドリーミングによって歌われ、デビューシングルとして発売された。

## 概要
アニメのオープニングでは1番ではなく2番が歌われている。詞のサビが曲の冒頭で歌われるが、ここも原曲の1番の歌詞から2番の歌詞に変更されている。ただし劇場版第1作や、アンパンマン放送300回記念スペシャル（1994年9月19日放送）では例外的に1番から歌われている。
1988年11月21日にシングルレコード（EP）（バップ 10324-07）とカセットテープ（バップ 40324-08）で発売された。1989年3月21日に同内容のシングルがシングルCD（8cm）（バップ 20324-10）で発売。
1993年（平成5年）8月1日にシングルCD（8cm）（バップ VPDG-20504）で再発。2008年（平成20年）9月26日にはシングルCD（12cm）（バップ VPCG-82262）で再発された。なお、この2枚はオリジナル盤とはカップリング曲が異なる。2008年（平成20年）の再発時には、オリジナル盤のカップリング曲であった「勇気りんりん」は別のシングルとして発売された（後述）。

## 解説
『それいけ!アンパンマン』のオープニングテーマ曲として放送開始以来変わらず使用され続けており、『アンパンマン』関連のほぼすべてのアルバムにも収録されている。「手のひらを太陽に」と並ぶ国民的愛唱歌とも言われる。初期の頃は「勇気りんりん」のオフヴォーカル版とともに本編で流れていたが、100話以降は使用回数が少し減り、200話以降は殆ど流れなくなり、現在では主に次回予告でのみ使用されている。『それいけ!アンパンマン』のエピソードに、本楽曲と同名の「アンパンマンのマーチ」（第555回/2000年2月18日放送）があり、本楽曲が劇中歌として使われている。
やなせの弟が学徒出陣により海軍に入って戦死したことから、この曲の歌詞は自身の弟に向けて作ったという説が創作され流布しているが、やなせ本人は著書『ぼくは戦争は大きらい』で以下のように記して否定している。
ただし、やなせが当初作った詞では1番のサビの一部が異なっており、死を暗示するような表現があった。
2003年（平成15年）5月19日からは着うたでの配信が開始され、2011年（平成23年）6月には日本レコード協会からミリオンセラーの認定を受けた。やなせの出身地・高知県に所在する四国旅客鉄道（JR四国）高知駅では接近メロディとして『アンパンマンのマーチ』のサビが2008年2月26日から使用されている他、土讃線を中心にアンパンマンなどのキャラクターをあしらった塗装の「アンパンマン列車」（8000系電車・2000系気動車・2700系気動車・キハ185系気動車・キクハ32形など）が運行され、車内チャイムでも『アンパンマンのマーチ』が採用されている。
2011年東北地方太平洋沖地震（東日本大震災）発生後は東京FMで繰り返し放送され、Twitterで反響があった。やなせは被災者へのメッセージの中で、冒頭の「そうだ うれしいんだ 生きる よろこび」に対し「自分を力づけるために作りました。この歌で元気づけられている人がいるのなら、うれしいことです」と触れ、「なんのために 生まれて なにをして 生きるのか」について「生きていることが大切なんです。今日まで生きてこられたなら、少しくらいつらくても明日もまた生きられる。そうやっているうちに次が開けてくるのです。今回の震災も永遠に続くことはありません」と記した。また、2011年3月28日付のBillboard Japan Hot Top Airplayでは10位以内に入っている。

## 収録曲

### 1988年（1989年）版
1. アンパンマンのマーチ 
作詞：やなせたかし、作曲：三木たかし、編曲：大谷和夫、歌：ドリーミング
テレビアニメ『それいけ!アンパンマン』オープニングテーマ。
2. 勇気りんりん
作詞：やなせたかし、作曲：三木たかし、編曲：大谷和夫、歌：ドリーミング
テレビアニメ『それいけ!アンパンマン』エンディングテーマ。

### 1993年版
1. アンパンマンのマーチ
2. かいけつゾロリ!
作詞：浅倉京子、作曲：山本梓、編曲：藤原いくろう、歌：神谷明
アニメーション映画『かいけつゾロリ』主題歌。
3. ハ行で笑うばいきんまん
作詞：やなせたかし、作曲：宮崎尚志、編曲：近藤浩章、歌：中尾隆聖（ばいきんまん）
アニメーション映画『それいけ!アンパンマン 恐竜ノッシーの大冒険』挿入歌。

### 2008年版
1. アンパンマンのマーチ
2. サンサンたいそう
作詞：やなせたかし、作曲：近藤浩章、編曲：近藤浩章、歌：ドリーミング
アニメーション映画『それいけ!アンパンマン アンパンマンとハッピーおたんじょう日』エンディングテーマ
テレビアニメ『それいけ!アンパンマン』エンディングテーマ
元は1995年8月2日（水）にドリーミングのシングルとして発売されたが、2008年の再発ではカップリングに収録された。
3. アンパンマンのマーチ（メロディ入りカラオケ）
4. サンサンたいそう（メロディ入りカラオケ）

## カバー

### アンパンマンのマーチ
| リリース日                                  | アーティスト                                                | 収録作品 | 詳細 |
| ------------------------------------------- | ----------------------------------------------------------- | --- | --- |
| 1989年                                      | アンサンブル・アカデミア                                    | 城野賢一・清子 監修 行進用行進曲 こんなこいるかな（並足行進用）/アンパンマンのマーチ（駆足行進用）（規格品番：RG06-2015） | 行進曲に編曲（編曲：たかしまあきひこ） 東芝EMIから発売 |
| 1989年05月21日                              | 橋本潮                                                      | 最新テレビまんが大行進（規格品番：CC-3448） テレビまんが ベストヒット16 女の子向き（規格品番：CPY-255）                   | 日本コロムビア版カバー |
| 1990年05月21日                              | ツイン・スターズ、音羽ゆりかご会                            | スーパー・アニメ・ヒーロー                                                                                                | CBS・ソニー版カバー |
| 1991年11月27日                              | じゅんぺい、忍足敦子                                        | テレビ人気こどものうた（規格品番：TOCT-6349）                                                                             | 東芝EMI版カバー |
| 1993年11月21日                              | 渡辺直子                                                    | テレビのうた ベストヒット20（規格品番：VICG-2116／VITG-2073）                                                             | ビクターエンタテインメント版カバー |
| 1997年04月21日                              | ドナ・バーク、ボイスランド・キッズ                          | ハッピー・チャイルド!〜英語でうたおう こどものうた みんなのうた〜                                                         | 英訳詞。曲名は「Anpan Man」 |
| 1998年12月16日                              | 夜総会BAND featuring ザ・キングトーンズ                     | 松竹映画 ショムニ オリジナル・サウンドトラック                                                                            | |
| 1999年                                      | スナッフ                                                    | OISHIE DEH! | |
| 1999年04月28日                              | 吉中美樹                                                    | 踊るテレビ&アニメ・ヒット集（規格品番：BVCK-38064）                                                                       | BMGビクター版カバー |
| 2003年02月26日                              | 松崎しげる                                                  | あの日の少年 | |
| 2005年05月25日                              | Nuts                                                        | アニメ SPEED | |
| 2006年07月12日                              | 安西康高、永井崇多宏、遠山敦、石塚勇                        | それいけ!アンパンマン いのちの星のドーリィ                                                                                | 映画『それいけ!アンパンマン いのちの星のドーリィ』の挿入歌としてカバー 曲名は『カンタータ“アンパンマンのマーチ”〜悲壮な戦い〜』 |
| 2007年10月17日                              | SUEMITSU & THE SUEMITH KIDS                                 | ROCK for baby | |
| 2007年12月26日                              | 小林晴美、ひまわりキッズ                                    | こどもヒット!ヒット!ソング〜おしりかじり虫・たまごっち〜                                                                  | キングレコード版カバー |
| 2008年                                      | 西脇睦宏                                                    | TVアニメ Vol.2(Angelicオルゴール)                                                                                         | |
| 2008年01月16日                              | GELUGUGU                                                    | 僕らのアニソン〜ロックでトリビュート〜                                                                                    | |
| 2008年10月21日                              | ミュンヘンソーセージオールスターズ                          | ジャパンク・ロック Vol.2                                                                                                  | |
| 2009年06月10日                              | 神崎ゆう子                                                  | ヒット・パレード こどものうた〜ドンスカパンパンおうえんだん／崖の上のポニョ〜                                             | 日本クラウン版カバー |
| 2010年06月30日（配信） 2010年07月07日（CD） | さくらまや                                                  | それいけ!アンパンマン ブラックノーズと魔法の歌                                                                            | 映画『それいけ!アンパンマン ブラックノーズと魔法の歌』のキャンペーンソングとしてカバー 曲名は『アンパンマンのマーチ〜演歌バージョン〜』 2010年7月1日付レコチョク演歌・歌謡曲うた部門デイリーランキングで1位を獲得 2010年8月25日にシングルCDとして発売 |
| 2010年06月30日                              | 今井麻美、沼倉愛美、原由実                                  | THE IDOLM@STER STATION!!! SECOND TRAVEL 〜Seaside Date〜                                                                  | |
| 2010年11月24日                              | 辻希美                                                      | みんなハッピー!ママのうた                                                                                                 | |
| 2013年06月26日                              | ソウル・フラワー・ユニオン featuring チャラン・ポ・ランタン | 踊れ!踊らされる前に | |
| 2014年03月12日                              | 桑田佳祐（サザンオールスターズ）                            | 昭和八十八年度! 第二回ひとり紅白歌合戦                                                                                    | |
| 2014年03月26日                              | 一青窈                                                      | 蛍 | |
| 2016年01月11日                              | 高瀬麻里子                                                  | おちゃのまキッズミュージック うたお!あそぼ!おどろ!                                                                        | キングレコード版カバー |
| 2017年06月01日                              | 三山ひろし                                                  | ミヤマDEアニメ 〜三山ひろしが歌う、国民的アニメソング〜                                                                   | |

### 勇気りんりん
| リリース日     | アーティスト               | 収録作品                                                                      | 詳細                               |
| -------------- | -------------------------- | ----------------------------------------------------------------------------- | ---------------------------------- |
| 1993年11月21日 | MacKanako                  | テレビのうた ベストヒット20（規格品番：VICG-2116／VITG-2073）                 | ビクターエンタテインメント版カバー |
| 2002年10月19日 | 橋本潮、ひまわりキッズ     | CDツイン TVこどものうた〜風になる〜                                           | 日本コロムビア版カバー             |
| 2007年12月26日 | 井上かおり、ひまわりキッズ | こどもヒット!ヒット!ソング〜おしりかじり虫・たまごっち〜                      | キングレコード版カバー             |
| 2009年06月10日 | 大和田りつこ               | ヒット・パレード こどものうた〜ドンスカパンパンおうえんだん／崖の上のポニョ〜 | 日本クラウン版カバー               |
| 2010年06月30日 | 今井麻美、沼倉愛美、原由実 | THE IDOLM@STER STATION!!! SECOND TRAVEL 〜Seaside Date〜                      |                                    |

## シングル「勇気りんりん」
前述の通り、オリジナル盤のカップリング曲であった「勇気りんりん」は、2008年9月26日（金）に「アンパンマンのマーチ」とは別のシングルとして12cmCD（バップ VPCG-82263）で発売された。

### 収録曲
1. 勇気りんりん
2. アンパンマンたいそう
作詞：やなせたかし、魚住勉、作曲：馬飼野康二、編曲：近藤浩章、歌：ドリーミング
テレビアニメ『それいけ!アンパンマン』エンディングテーマ。
オリジナルは1991年7月21日（日）にCHA-CHAのシングルとして発売。その後1993年3月1日（月）にドリーミングのシングルとして発売された。
3. 勇気りんりん（メロディ入りカラオケ）
4. アンパンマンたいそう（メロディ入りカラオケ）

## 絵本
- アンパンマンアニメギャラリー アンパンマンのマーチ（やなせたかし（原作）、トムス・エンタテインメント（作画）、フレーベル館、2009年、ISBN 978-4-577-03706-5）
  - 本楽曲の歌詞・楽譜を掲載。